# 波利·陶托
波利·陶托（Paul Michael Teutul，1974年10月2日—）是美国真人秀節目超炫美式機車的主角之一以及保罗·陶托之子。

## 早年生活
波利·陶托是保罗·陶托的長子，他有两个弟弟。他最小的妹妹在纽约罗切斯特担任护士。波利·陶托的母亲是保罗·陶托的第一任妻子。

## 職業
波利·陶托开设了自己的设计公司 Paul Jr. Designs， 

## 个人生活
2010年8月20日，  波利·陶托与Rachael Biester 结婚。 2015年2月3日，他的妻子生下了他们的第一个儿子。 